# أنيت بيكر فوكس
أنيت بيكر فوكس (بالإنجليزية: Annette Baker Fox)‏ هي عالمة سياسة أمريكية، ولدت في 1912، وتوفيت في 26 ديسمبر 2011 في غرينيتش في الولايات المتحدة.